# Bagarby

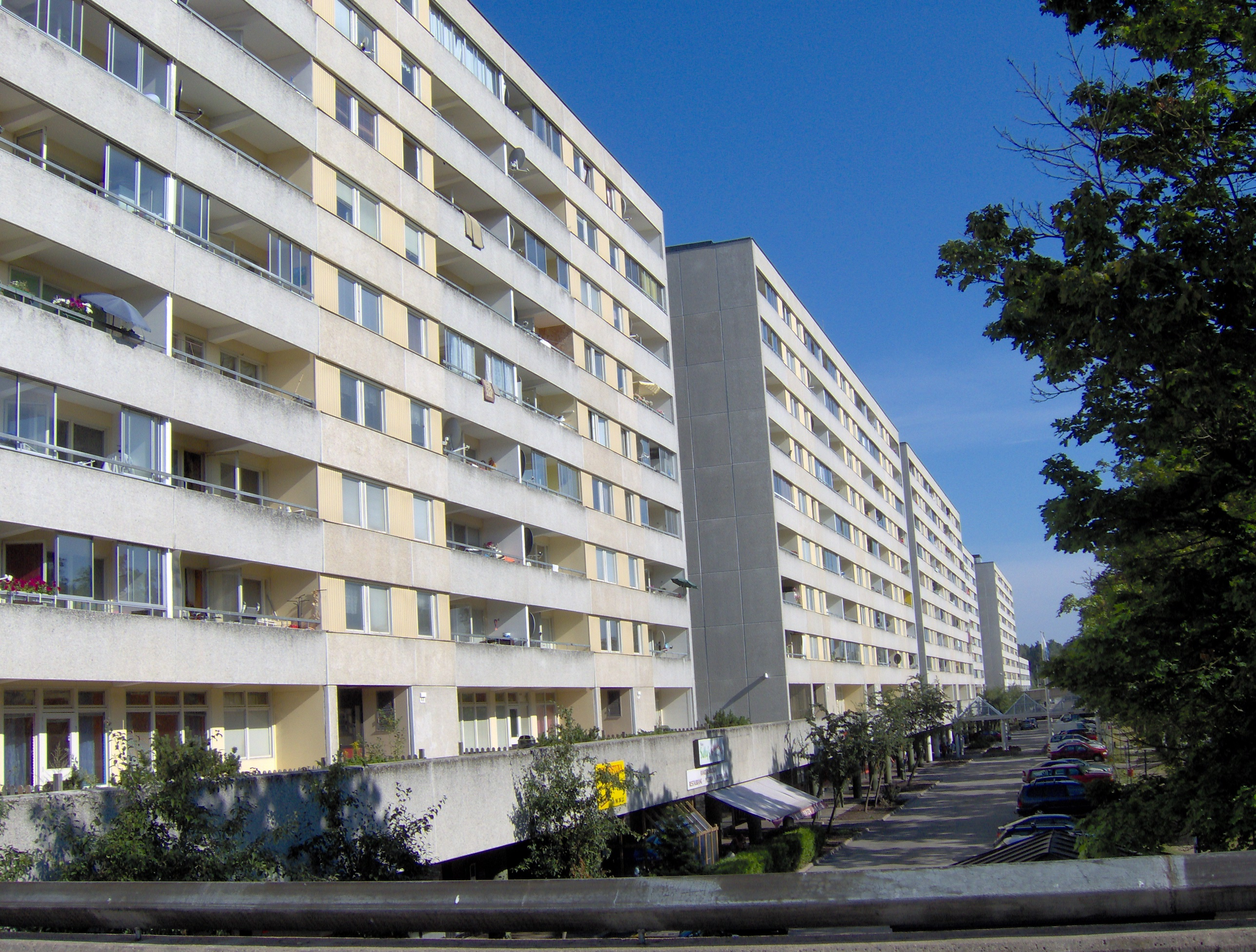
Bebyggelse vid Malmvägen

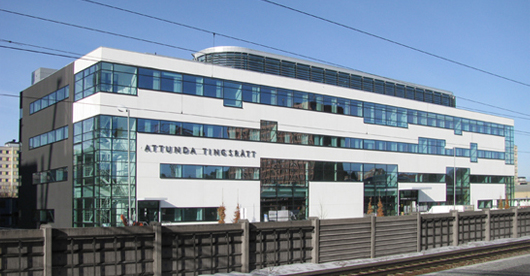
Attunda tingsrätts tingshus

Bagarby är området  väster om pendeltågsstationen i kommundelen Tureberg inom Sollentuna kommun, Stockholms län, Området domineras av storskalig bebyggelse med Rättscentrum Sollentuna innefattande polishus, tingshus och häkte. Genom området går Malmvägen. Här låg tidigare Sollentunamässan. Området avgränsas i väster av Bagarbyvägen.
Bagare by var en äldre benämning på Turebergs gård